# Cas grammatical
Pour les articles homonymes, voir CAS.
En linguistique, le cas est au sens large un trait grammatical principalement associé au nom, au pronom, à l'adjectif et au déterminant, et exprimant leur fonction syntaxique dans la proposition, ou leur rôle sémantique en rapport avec le procès exprimé par le verbe.
Par exemple, l’accusatif est le cas du complément d'objet direct (fonction syntaxique) ; l’élatif est le cas indiquant le lieu de l’intérieur duquel on sort (rôle sémantique).
Le cas ainsi défini de façon large peut s'exprimer dans les langues de trois manières :
- par l'ordre respectif des éléments dans la proposition ; par exemple, en français, l'élément correspondant à l'accusatif (complément d'objet direct) se place presque toujours après le verbe transitif (entre le sujet et le verbe si cet élément est un pronom personnel) ;
- par une adposition (préposition ou postposition) ; par exemple, en français, la préposition « avec » exprime le comitatif (accompagnement), l'instrumental (moyen) ou l'instructif (manière) ;
- par une variation morphologique du nom, pronom ou adjectif considéré, dans les langues flexionnelles ou agglutinantes. Elle consiste souvent en l'ajout d'un affixe ; lorsqu'il s'agit plus précisément d'un suffixe, on le nomme désinence. Le cas peut aussi s'exprimer par flexion interne.

Souvent l'utilisation du mot « cas » est limitée au troisième sens, restreinte aux situations où ledit cas s'exprime morphologiquement. L'ensemble des marques casuelles forme la déclinaison des noms, des adjectifs et des pronoms. Il existe souvent plusieurs séries de tels affixes, qui répartissent les mots déclinables en plusieurs déclinaisons selon la série de marques qu'ils sont susceptibles de porter.

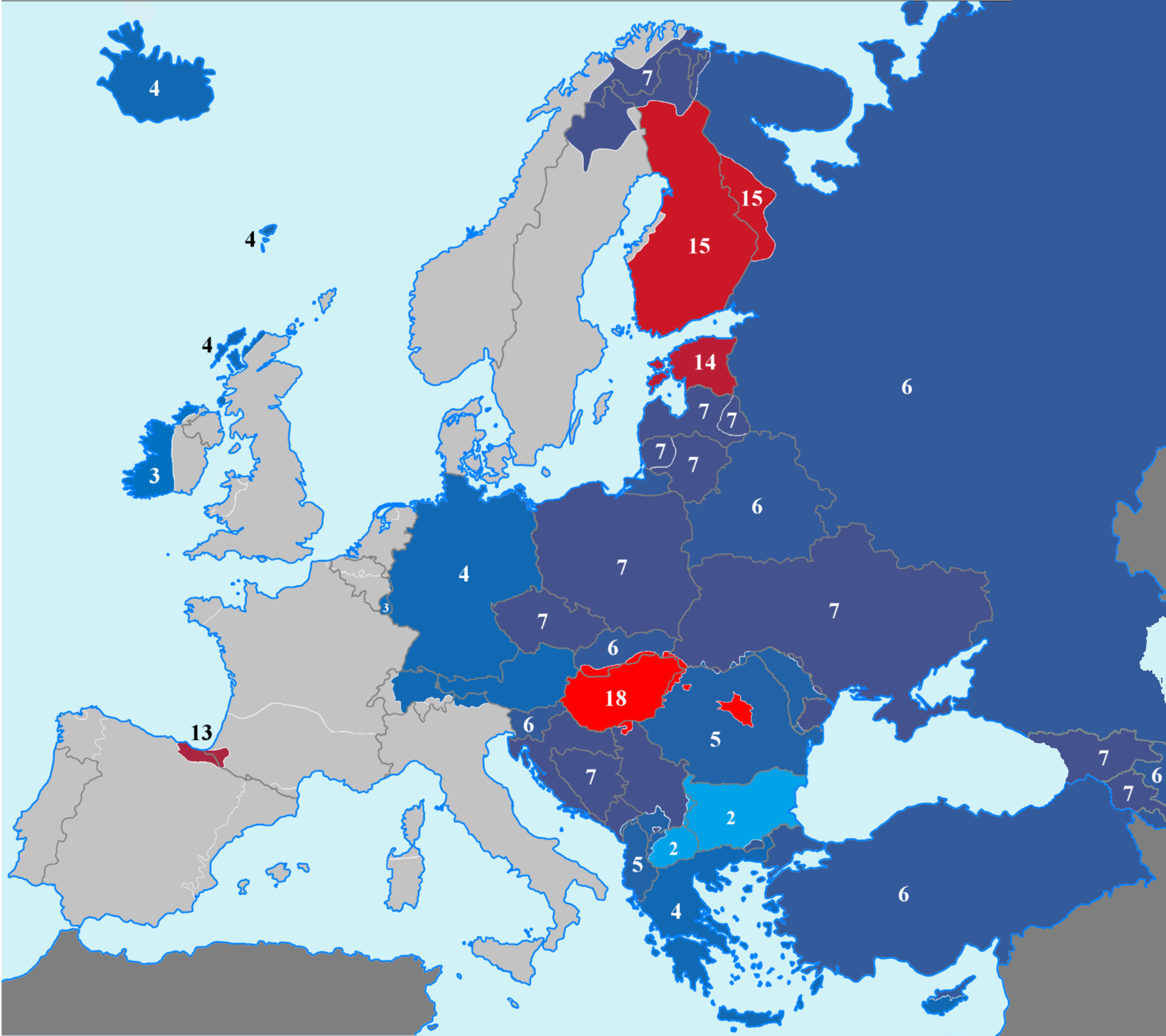
Le nombre de cas grammaticaux des langues européennes. Gris clair indique qu'il n'y a pas de déclinaison.

## Origine du terme
La formulation du concept de cas remonte à la Grèce ancienne : c'est en effet un trait grammatical saillant du grec ancien, qui comporte cinq cas. Les premiers grammairiens grecs ont nommé πτῶσις « chute » l'ensemble des variations formelles susceptibles d'affecter les mots : le terme s'apparentait donc plus à la notion moderne de flexion. Ce sont les stoïciens qui ont par la suite restreint le terme à son sens actuel de flexion liée à la fonction syntaxique.
Le choix de ce terme provient d'une métaphore conceptuelle des variations formelles comme déviation loin d'une position d'équilibre, assimilée à la forme habituelle de citation du mot (son lemme, en terminologie moderne). Cette position d'équilibre a reçu le nom de πτῶσις ὀρθή ou πτῶσις εὐθεῖα « cas direct » (correspondant au nominatif), les autres formes étant dénommées πτώσις πλάγια « cas oblique »,. Cette terminologie subsiste encore de nos jours pour décrire certains systèmes à deux cas. Les termes spécifiques à chaque cas n'ont été introduits que plus tard.
Les grammairiens latins ont rendu la notion dans leur langue par un calque lexical : cāsus « chute », et ajouté, selon une métaphore semblable, le terme de dēclīnātiō, littéralement « inclinaison ». D'autres langues ont suivi le même exemple, telles l'allemand avec Fall (à côté de Kasus), le tchèque avec pád, etc.

## Hiérarchie des cas
Dans la typologie linguistique, la hiérarchie des cas désigne un ordre de cas grammaticaux . Si une langue a un cas particulier, elle a également tous les cas inférieurs à ce cas particulier. Pour le dire autrement, si une langue n'a pas de cas particulier, il est également peu probable qu'elle développe des cas supérieurs à ce cas particulier. Cette théorie a été développée par le linguiste australien Barry Blake. Sa théorie s'inspire de l'approche du linguiste italien Guglielmo Cinque.
La hiérarchie est la suivante:
Nominatif < Accusatif
Ergatif < Génitif < Datif < Locatif < Ablatif
Instrumental < Comitatif < autres
Ce n'est cependant qu'une tendance générale. De nombreuses formes d'allemand central comme le colologien ou le luxembourgeois ont un cas datif mais n'ont pas de génitif. Dans les noms irlandais, le nominatif et l'accusatif sont tombés ensemble, et le cas datif est resté séparé dans certains paradigmes. L'irlandais a également un cas génitif et vocatif. En pendjabi, l'accusatif, le génitif et le datif ont fusionné en un cas oblique, mais la langue conserve toujours les cas vocatifs, locatifs et ablatifs. Le vieil anglais avait un cas instrumental mais non un locatif ou prépositionnel.
Blake soutient qu'il est "douteux que la hiérarchie puisse être étendue beaucoup plus loin" mais suggère que les cas les plus courants non répertoriés dans la hiérarchie sont les cas comitatifs, téléologiques, allatifs, perlatifs et comparatifs.

## Les systèmes casuels et leur évolution
Le nombre de cas dans les langues qui le marquent dans leur morphologie est extrêmement variable. Dans le cas le plus simple, certaines ne distinguent que deux cas : c'est par exemple le cas de l'ancien français, du hindi, du pachto, de l'abkhaze. À l'inverse, les langues daghestaniennes ont typiquement des systèmes de plusieurs dizaines de cas, qui marquent très précisément un grand nombre de relations spatiales.
Les systèmes casuels sont susceptibles de varier au cours de l'évolution des langues. Ils ont souvent tendance à s'éroder au cours du temps : l'évolution phonétique crée des homonymies qui amènent des syncrétismes de cas ainsi que le développement d'autres moyens de distinguer les fonctions grammaticales, ce qui peut aboutir à la perte complète des déclinaisons.
C'est une évolution fréquente dans les langues indo-européennes. L'indo-européen commun avait huit cas : nominatif, vocatif, accusatif, génitif, datif, ablatif, instrumental et locatif, que les langues filles ont eu tendance à perdre peu à peu.
- Le sanskrit conservait les huit cas, mais les langues indo-aryennes modernes les ont fortement réduits, souvent à un système à deux cas : direct et oblique.
- Les langues slaves ont en général conservé sept cas, les emplois de l'ablatif ayant été repris par le génitif. En russe, le vocatif est moribond.
- En latin, l'ablatif a absorbé l'instrumental, le locatif ne subsiste que pour certains termes géographiques et le vocatif se confond souvent avec le nominatif.
- En grec ancien, il ne reste que cinq cas, les mêmes qu'en latin moins l'ablatif, dont les emplois ont été repris par le génitif. Le passage du grec ancien au grec moderne a vu la disparition du datif.
- Les langues germaniques anciennes avaient quatre cas : nominatif, accusatif, génitif, datif (avec parfois des restes de vocatif et d'instrumental). Dans les langues modernes, ils ne se sont conservés tels quels qu'en islandais, en féroïen et en allemand ; encore le génitif est-il couramment supplanté en allemand moderne par des tournures au datif.
- En ancien français et en ancien occitan, il ne reste de la déclinaison latine que deux cas, le cas sujet (fusion du nominatif et du vocatif) et le cas régime (fusion des quatre autres cas). En français et en occitan modernes, le cas régime a pratiquement fini par absorber le cas sujet. Les autres langues romanes avaient perdu leur déclinaison dès leurs premières attestations, à l'exception du roumain. Dans toutes cependant, les pronoms conservent des vestiges de déclinaison, par exemple qui (sujet) que (complément d'objet direct ou attribut), etc.

Les langues sémitiques donnent un autre exemple de réduction d'une déclinaison. Elles possédaient à l'origine trois cas : nominatif, accusatif, génitif, bien représentés en akkadien et en arabe classique. Ils se sont beaucoup réduits dans les dialectes arabes modernes et ont entièrement disparu en hébreu et en araméen.
Inversement, une langue peut développer de nouveaux cas, souvent par univerbation de prépositions ou de postpositions avec le substantif, l'adjectif ou l'article dont elles indiquaient la fonction grammaticale. Ce processus est typique des langues agglutinantes, et s'observe notamment dans l'histoire des langues ouraliennes (finnois ou hongrois, par exemple). Certaines langues indo-européennes ont également connu pareille évolution, comme les langues tokhariennes, le vieux lituanien ou l'ossète.

## Liste de cas
Un cas n'a pas de signification dans l'absolu, il s'inscrit dans un système grammatical propre à la langue considérée ; des cas de même dénomination peuvent donc recouvrir des fonctions syntaxiques quelque peu divergentes d'une langue à l'autre. Dans de nombreuses langues, certains cas sont susceptibles d'exprimer plusieurs fonctions : on parle alors de syncrétisme. L'appellation des cas peut aussi varier selon les traditions grammaticales. La liste ci-dessous ne doit donc être prise qu'à titre indicatif.
Les typologues recourent fréquemment à une subdivision fonctionnelle des cas en trois groupes :
- les cas centraux indiquent les différents actants, c'est-à-dire les groupes nominaux dont la présence est régie (et parfois requise) par la valence du verbe ;
- les cas locaux expriment les différentes variétés de complément circonstanciel de lieu ;
- les autres cas indiquant les circonstants forment un groupe résiduel sans dénomination bien fixée.

### Cas centraux
Ce sont les cas les plus répandus, en ce qu'ils marquent les constituants fondamentaux de la proposition. Certaines langues ne possèdent que ce type de cas, et marquent les circonstants par l'usage secondaire de certains cas centraux ou l'intervention d'adpositions. L'inventaire des cas centraux d'une langue est directement lié à sa structure d'actance, c'est-à-dire la façon dont elle organise le marquage des différents actants par rapport aux différents types de verbes, en particulier selon leur transitivité.
| Nom du cas  | Fonction typique | Exemples de langues possédant une flexion selon ce cas                        |
| ----------- | --- | ----------------------------------------------------------------------------- |
| Nominatif   | sujet des verbes transitifs et intransitifs | langues accusatives                                                           |
| Absolutif   | sujet des verbes intransitifs et objet des verbes transitifs | langues ergatives                                                             |
| Accusatif   | objet des verbes transitifs | langues accusatives et tripartites                                            |
| Agentif     | complément d'agent |                                                                               |
| Ergatif     | sujet des verbes transitifs | langues ergatives et tripartites                                              |
| Intransitif | sujet des verbes intransitifs | langues tripartites                                                           |
| Direct      | 1) sujet, dans un système à deux cas (dit aussi cas sujet, s'oppose au cas régime ou oblique) 2) sujet ou objet, dans un système à deux cas (s'oppose à cas oblique)                                                         | 1) ancien français, ancien occitan 2) hindoustani, kurmandji, pachto, roumain |
| Oblique     | 1) fonctions autres que le sujet, dans un système à deux cas (dit aussi cas régime, s'oppose au cas sujet ou direct) 2) fonctions autres que le sujet et l'objet direct, dans un système à deux cas (s'oppose au cas direct) | 1) ancien français, ancien occitan 2) hindoustani, kurmandji, pachto, roumain |
| Datif       | objet indirect ou objet second | général                                                                       |
| Génitif     | 1) complément du nom 2) certains compléments d'objet | 1) général 2) langues fenniques, langues slaves                               |
| Partitif    | 1) partie d'un tout 2) certains compléments d'objet | langues fenniques                                                             |

### Cas locaux
Les cas locaux expriment d'abord les différentes possibilités de complément circonstanciel de lieu, mais ont souvent des fonctions figurées exprimant l'état, le temps, la cause, le but, l'attribution ou la possession.
Les langues à déclinaisons diffèrent considérablement quant à leur façon d'exprimer le lieu. Certaines ont des systèmes complexes de cas locaux, variant selon plusieurs paramètres : c'est par exemple le cas du basque, des langues daghestaniennes et de la plupart des langues ouraliennes. Pour ces dernières, on peut établir le tableau récapitulatif suivant :
|           | Lieu où l'on est | Lieu où l'on va   | Lieu d'où l'on vient |
| --------- | ---------------- | ----------------- | -------------------- |
| Générique | locatif          | directif ou latif | séparatif            |
| Intérieur | inessif          | illatif           | élatif               |
| Extérieur | adessif          | allatif           | ablatif              |
| Surface   | superessif       | sublatif          | délatif              |
| État      | essif            | translatif        | exessif              |

La nomenclature dépend quelque peu des traditions descriptives : certains noms d'application spécifique dans les langues à nombreux cas locaux peuvent s'employer dans un sens plus large dans des langues qui en ont moins.
D'autres langues n'ont pas du tout de cas locaux, exprimant plutôt le lieu par un usage secondaire de cas centraux éventuellement associé à l'emploi d'adpositions : c'est par exemple le cas du grec ancien, où l'accusatif exprime le lieu où l'on va, le génitif le lieu d'où l'on vient et le datif le lieu où l'on est.
Il est enfin des systèmes mixtes : ainsi le sanskrit a un locatif pour le lieu où l'on est et un ablatif pour le lieu d'où l'on vient, mais utilise l'accusatif pour le lieu où l'on va (à côté de son rôle principal de marqueur de l'objet) ; le turc a également un locatif et un ablatif mais utilise le datif pour le lieu où l'on va.
| Nom du cas                         | Fonction typique                                                                                 | Exemples de langues possédant une flexion selon ce cas                                                                    |
| ---------------------------------- | ------------------------------------------------------------------------------------------------ | --- |
| Locatif                            | lieu où l'on est (générique)                                                                     | sanskrit, langues slaves, restes en latin, langues tokhariennes, langues dravidiennes                                     |
| Directif (ou directionnel) / Latif | lieu où l'on va (générique)                                                                      | hittite, mari, mongol, quechua                                                                                            |
| Adessif                            | lieu où l'on est (en extérieur)                                                                  | langues ouraliennes, vieux lituanien, ossète                                                                              |
| Allatif                            | 1) lieu où l'on va (générique) - synonyme de directif ou latif 2) lieu où l'on va (en extérieur) | 1) basque, inuit, ossète, langues tokhariennes 2) langues ouraliennes, vieux lituanien                                    |
| Ablatif                            | 1) lieu d'où l'on vient (générique) 2) lieu d'où l'on vient (en extérieur)                       | 1) sanskrit, latin, ossète, langues tokhariennes, langues turques, langues mongoles, basque, inuit 2) langues ouraliennes |
| Inessif                            | 1) lieu où l'on est (générique) 2) lieu à l'intérieur duquel on est                              | 1) basque 2) langues ouraliennes, vieux lituanien, ossète                                                                 |
| Illatif                            | lieu où l'on entre                                                                               | langues ouraliennes, vieux lituanien                                                                                      |
| Élatif                             | lieu d'où l'on sort                                                                              | langues ouraliennes |
| Essif                              | état où l'on est                                                                                 | langues fenniques |
| Translatif                         | état où l'on entre                                                                               | langues fenniques, hongrois                                                                                               |
| Exessif (en)                       | état d'où l'on sort                                                                              | quelques langues fenniques                                                                                                |
| Superessif                         | surface sur laquelle on est                                                                      | hongrois |
| Sublatif                           | surface sur laquelle on va                                                                       | hongrois |
| Délatif                            | surface depuis laquelle on vient                                                                 | hongrois |
| Perlatif / Prolatif                | lieu par où l'on passe ou que l'on suit                                                          | langues fenniques, langues tokhariennes, inuit                                                                            |
| Terminatif                         | point ultime dans l'espace ou le temps                                                           | estonien, hongrois |

### Autres cas
| Nom du cas                            | Fonction typique                    | Exemples de langues possédant une flexion selon ce cas                                                  |
| ------------------------------------- | ----------------------------------- | --- |
| Abessif (ou caritif ou privatif)      | absence ou privation                | langues fenniques, hongrois, langues turques                                                            |
| Aversif (en)                          | entité crainte ou évitée            | certaines langues aborigènes d'Australie                                                                |
| Bénéfactif                            | bénéficiaire ou destinataire        | basque, quechua                                                                                         |
| Causal (ou causatif)                  | cause, raison, motif                | quechua, langues tokhariennes                                                                           |
| Comitatif (ou sociatif ou associatif) | accompagnement                      | langues ouraliennes,langues mongoliques, ossète, langues tokhariennes, basque, quechua                  |
| Distributif                           | répartition en sous-ensembles égaux | finnois, hongrois                                                                                       |
| Équatif (ou comparatif)               | comparaison, assimilation, identité | ossète, quechua, inuit                                                                                  |
| Instructif                            | manière                             | langues fenniques                                                                                       |
| Instrumental                          | instrument, moyen                   | sanskrit, langues slaves, langues baltes, langues ouraliennes, langues mongoles, basque, quechua, inuit |
| Possessif                             | possesseur d'une entité             | anglais, basque                                                                                         |
| Prépositionnel                        | régime d'une préposition            | russe                                                                                                   |
| Vocatif                               | apostrophe                          | latin, roumain, grec, sanskrit, langues slaves, langues baltes                                          |

- Circumessif : cas exprimant la position autour de quelque chose [réf. nécessaire] .
- Maléfactif : cas indiquant le détriment d'un objet ou d'une personne dû à une action. Il est présent dans certaines langues africaines [réf. nécessaire].
- Temporel : cas exprimant une date — utilisé par exemple en hongrois[réf. nécessaire].

## Exemples

### Latin
Le latin possède un système de six cas (plus un locatif résiduel restreint à certains noms de lieu). C'est une langue flexionnelle où les marques de cas sont amalgamées en une désinence à celles de nombre et de genre et forment plusieurs séries, traditionnellement réparties en cinq déclinaisons. Le tableau ci-dessus illustre leurs emplois principaux, appliqués aux noms amīca « amie » (nom féminin de la première déclinaison) et amīcus « ami » (nom masculin de la deuxième déclinaison) au singulier. Les désinences sont soulignées en gras.
| Cas       | Fonction | Exemple                      | Exemple         | Exemple        | Traduction en français                       |
| Cas       | Fonction | Début de phrase              | 1re déclinaison | 2e déclinaison | Traduction en français                       |
| --------- | --- | ---------------------------- | --------------- | -------------- | -------------------------------------------- |
| nominatif | sujet | Advenit                      | amīca           | amīcus         | Un(e) ami(e) arrive.                         |
| nominatif | attribut du sujet | Custōs est                   | amīca           | amīcus         | Le/La gardien(ne) est un(e) ami(e).          |
| vocatif   | apostrophe | Salvē                        | amīca !         | amīce !        | Salut l'ami(e) !                             |
| accusatif | complément d'objet direct                                                                                                   | Conspiciō                    | amīcam          | amīcum         | J'aperçois un(e) ami(e).                     |
| accusatif | attribut du complément d'objet direct                                                                                       | Mē vocāvit                   | amīcam          | amīcum         | Il/elle m'a appelé(e) ami(e).                |
| accusatif | sujet de proposition infinitive                                                                                             | Crēdō mox ventūr(am/um) esse | amīcam          | amīcum         | Je crois que mon ami(e) viendra bientôt.     |
| accusatif | certains compléments circonstanciels (mesure, étendue, direction), avec les prépositions ad (vers/jusqu'à), per (à travers) | Herī cēnāvī apud             | amīcam          | amīcum         | Hier, j'ai dîné chez un(e) ami(e).           |
| génitif   | complément du nom | Litterās legēbam             | amīcae          | amīcī          | Je lisais la lettre d'un(e) ami(e).          |
| génitif   | complément d'objet de quelques verbes                                                                                       | Miserēre                     | amīcae          | amīcī          | Aie pitié d'un(e) ami(e).                    |
| datif     | complément d'objet indirect                                                                                                 | Sīc vidētur                  | amīcae          | amīcō          | Ainsi semble-t-il à mon ami(e).              |
| datif     | complément d'objet second                                                                                                   | Illam vestem dabis           | amīcae          | amīcō          | Tu donneras cet habit-là à un(e) ami(e).     |
| datif     | possession | Multī librī sunt             | amīcae          | amīcō          | Mon ami(e) a beaucoup de livres.             |
| ablatif   | origine | Hic puer nātus est           | amīcā           | amīcō          | Cet enfant est né d'un(e) ami(e).            |
| ablatif   | nombreux compléments circonstanciels avec les prépositions ab, ex (de/à partir de/depuis)                                   | Id fēcī prō                  | amīcā           | amīcō          | Je l'ai fait pour un(e) ami(e).              |
| ablatif   | complément d'agent avec la préposition ab (par)                                                                             | Prōditus est ab              | amīcā           | amīcō          | Il a été trahi par un(e) ami(e).             |
| ablatif   | complément du comparatif | Fortior sum                  | amīcā           | amīcō          | Je suis plus fort(e) que mon ami(e).         |
| ablatif   | sujet de proposition participiale (ablatif absolu)                                                                          | Dēcubuī prōfect(ā/ō)         | amīcā           | amīcō          | Je me suis couché une fois mon ami(e) parti. |

### Arabe
L'arabe littéral a un système à trois cas (ce qui correspond bien à son système de trois voyelles).
| Nom latin | Nom arabe      | Utilisation | Marqueurs           |
| --------- | -------------- | --- | ------------------- |
| Nominatif | مرفوع (marfūʿ) | • Sujet • Dans les phrases d'égalité au présent (mon chat = gris) | -u, -un, -aan, -uun |
| Accusatif | منصوب (manṣūb) | • Objet direct • À la suite de إنّ ou أنّ (bien qu'il soit le sujet logique) • Après une forme visible du verbe être (كان) ou une de ses sœurs • Utilisation adverbiale de noms, dans le temps (عامَين 2005 و 2006) et l'espace (ضمنَ) • Après certaines quantités (11-99, kg, l, كم) • Dans les comparaisons complexes (فاس أكثر ازدحامًا من مكنس) | -a, -an, -ayn, -iin |
| Génitif   | مجرور (majrūr) | • Les noms qui suivent le premier dans un état construit (إضافة) • Après les prépositions, c'est-à-dire les objets indirects. • Après certaines quantités (3-10, 100s, 1000s) | -i, -in, -ayn, -iin |